# John Dillinger
Pour les articles homonymes, voir Dillinger.
John Dillinger, (prononcé en allemand : [Dillɪŋɐ]) né le 22 juin 1903 à Indianapolis et mort le 22 juillet 1934 à Chicago, est un gangster et braqueur de banques américain de la Grande Dépression.
Son gang braqua une vingtaine de banques et quatre commissariats de police. Il s'évada deux fois de prison et fut également accusé (sans être condamné) du meurtre d'un policier d'East Chicago. Durant l’une de ses évasions deux gardiens sont assassinés. Il est parfois comparé à un « Robin des Bois » par certains auteurs,.
Durant les années 1933-1934, Dillinger fut le criminel le plus populaire de la Grande Dépression, y compris par rapport à des criminels plus violents tels que Bonnie et Clyde, Ma Barker, Baby Face Nelson ou Pretty Boy Floyd. Ces gangsters monopolisèrent les gros titres de la presse américaine et captivèrent les lecteurs de tabloïds de 1931 à 1935. Les articles de presse étaient pimentés par des récits exagérés sur la bravoure de Dillinger, son audace et sa personnalité haute en couleur. Cette période engendra parallèlement le développement et le perfectionnement des techniques d'enquête du FBI. En effet, le gouvernement ayant ordonné une intervention fédérale, J. Edgar Hoover put développer un FBI (alors appelé BOI pour Bureau of Investigation) mieux structuré, avec des méthodes d'enquête efficaces contre le crime organisé. Hoover utilisa ainsi Dillinger et son gang dans sa campagne pour lancer le FBI et conserver sa direction.
Après avoir échappé à la police dans quatre États et durant près d'un an, Dillinger, blessé, retourna brièvement à la maison de son père pour se soigner. De retour à Chicago en juillet 1934, il trouva refuge dans un bordel tenu par Ana Cumpănaş. Attirée par la prime et la promesse de pouvoir rester légalement aux États-Unis, elle finit par prévenir les autorités. Le 22 juillet 1934, la police et la « Division of Investigation » (FBI) encerclèrent le cinéma Biograph Theater. Les agents fédéraux, dirigés par Melvin Purvis et Samuel P. Cowley, voulurent arrêter Dillinger alors qu'il sortait de la séance. Mais il sortit une arme et tenta de fuir, et fut abattu de quatre balles.

## Biographie

### Jeunesse
John Herbert Dillinger Jr. naît dans le quartier d'Oak Hill à Indianapolis dans l'Indiana. Il est le plus jeune des deux enfants de John Wilson Dillinger (2 juillet 1864 - 3 novembre 1943) et de Mary Ellen « Mollie » Lancaster (1860 – 1907). Son grand-père paternel Matthias Dillinger est né à Gisingen un quartier de Vaudrevange (Wallerfangen) en Sarre, avant d'émigrer de Metz en Lorraine vers les États-Unis en 1851. Ses parents se sont mariés le 23 août 1887 dans le comté de Marion, dans l'Indiana. Le père de Dillinger était un épicier, connu comme un homme dur. La sœur de Dillinger, Audrey, naquit le 6 mars 1889. La mère de Dillinger mourut en 1907 peu de temps avant son quatrième anniversaire.
Dillinger fut scolarisé jusqu'à l'équivalent du collège. Il connut de nombreux problèmes avec la loi pour des bagarres, de menus larcins, et fut repéré pour son attitude déroutante et pour avoir molesté des enfants plus petits. Il quitta l'école pour travailler dans un atelier de fabrication mécanique. Bien qu'il travaillât dur, il restait toute la nuit dehors à faire la fête. Son père, ayant peur que la ville ne le corrompe, déménagea sa famille à Mooresville dans l'Indiana. Mais, malgré sa nouvelle vie plus rurale, il fut arrêté en 1922 pour vol de voiture et ses relations avec son père se détériorèrent. Ces problèmes le conduisirent à s'enrôler dans la Navy, mais il déserta quelques mois plus tard alors que son navire avait accosté à Boston.
Dillinger retourna alors à Mooresville, où il fit la connaissance de Beryl Ethel Hovious (née le 6 août 1906). Ils se marièrent à Martinsville dans l'Indiana le 12 avril 1924.

### Criminalité

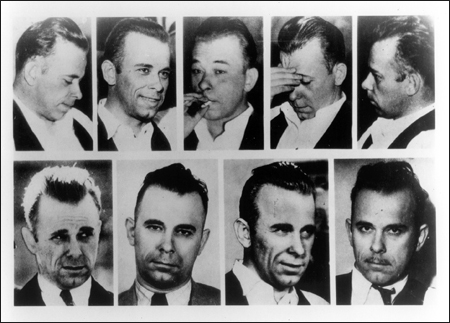
Différentes photos du visage de Dillinger.

Dillinger ne parvint pas à trouver un emploi et commença à planifier des attaques à main armée avec son ami Ed Singleton. En quittant les lieux, ils furent reconnus par un prêtre qui les dénonça à la police. Ils furent arrêtés le lendemain. Singleton plaida non coupable, mais le père de Dillinger ayant convaincu ce dernier de se confesser du crime, il plaida coupable. Il fut reconnu coupable d'attaques à main armée avec intention de voler et conspiration de crime. Il fut condamné à 10 à 12 ans de prison pour ses crimes. Son père avoua à des journalistes qu'il regrettait ce procès et considéra la condamnation comme injuste. Il implora le juge de raccourcir la peine, sans succès. En route pour la prison, Dillinger échappa brièvement à ses geôliers avant d'être rattrapé.
Dillinger embrassa la carrière criminelle derrière les barreaux de la prison d'État de l'Indiana. C'est là qu'il rencontra de nombreux criminels, apprit son métier et améliora sa spécialité : l'attaque de banque. Dès sa sortie le 10 mai 1933, il retomba rapidement dans le crime, ne trouvant pas de travail du fait de la Grande Dépression de 1929. Il fut arrêté le 22 septembre pour attaque de banque.
Dillinger conçut l'évasion de Pierpont. Cette évasion a été rendue possible par l'introduction d'armes dans la prison par les amis de Dillinger. Ces armes arrivèrent dans la buanderie où travaillaient six hommes que Dillinger avait convaincus de se joindre à lui. Durant cette évasion, deux gardes périrent. De cette évasion naquit le premier gang de Dillinger.
Parallèlement, John Dillinger rencontra Evelyn « Billie » Frechette (en) en octobre 1933, et ils entamèrent une relation à partir du 20 novembre suivant. Le 19 décembre 1933, ils commencent à louer une maison de deux étages située au 901 South Atlantic Avenue, à Daytona Beach, en Floride. Elle est arrêtée le 9 avril 1934. Passée à tabac par un inspecteur du FBI, elle n’avouera jamais où se cache son amant.

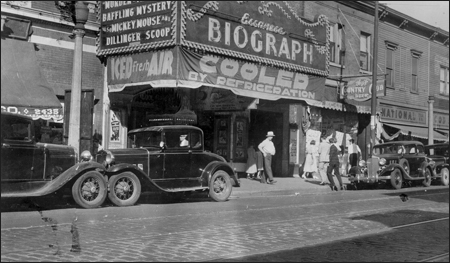
Photographie du Biograph Theater (Chicago) prise six jours après la mort de John Dillinger.

La multiplication des attaques de banques dans divers États rendait la situation intenable. Aussi le BOI (Bureau of Investigation), ancêtre du FBI, décida d'identifier les criminels et ce même si cela n'était pas de leur ressort. En effet, à cette époque, les attaques de banques dans plusieurs États n'étaient pas des crimes fédéraux, et c'était donc la juridiction locale qui était responsable de l'enquête. La multiplicité des crimes de Dillinger sur plusieurs États fit évoluer la législation américaine.
Après avoir passé près d'une année à fuir la police, et à se cacher en Floride, en Arizona, au Michigan et au Wisconsin, Dillinger fut blessé en s'échappant lors d'un affrontement avec la police, et se réfugia dans la maison de son père afin de se soigner. Il retourna à Chicago en juillet 1934, où il commit ses plus grands méfaits. Il fut découvert par la police, informée par une prostituée.
Le 22 juillet 1934, la police et le FBI encerclèrent le cinéma Biograph Theater à Chicago, où Dillinger s'était rendu afin d'y voir un film de gangster, L'Ennemi public no 1, avec Clark Gable. Dillinger était accompagné d'Anna Sage (de son vrai nom Ana Cumpănaș), la fameuse femme à la jupe rouge et au chemisier blanc, (elle était en réalité vêtue en orange, mais par commodité, la police préféra la décrire comme la femme en rouge) dont la couleur des vêtements permit à la police de Chicago d'identifier Dillinger. Les agents du FBI, menés par Samuel Cowley, l'abattirent à la sortie du cinéma.

## Postérité
- Les crimes de Dillinger firent sensation à travers tous les États-Unis, et ses nombreuses évasions et braquages nourrirent de nombreuses légendes urbaines. Il fait toujours l'objet d'une certaine fascination de la part du public américain. De nombreux films ont été tournés sur sa vie et sa mort ; le dernier en date Public Enemies, avec Johnny Depp interprétant Dillinger, Christian Bale interprétant l'agent du FBI Purvis et Marion Cotillard le rôle de sa fiancée, Evelyn « Billie » Frechette.

- John Dillinger était amoureux de l'actrice Myrna Loy qu'il rêvait de rencontrer. Il voulait se rapprocher d'elle mais dut faire preuve de prudence, étant recherché activement par les agents du FBI et resta frustré [7],[8],[9]. Il ne sut pas que Myrna Loy était discrètement fascinée par lui et qu'elle était tentée de le rencontrer clandestinement. Lorsqu'elle apprit sa mort, elle manifesta sa compassion à des journalistes qui lui rapportèrent la fusillade : « Oh le pauvre homme ! ». Par la suite, l'actrice tout en cachant son désir de se laisser approcher par le gangster dans la clandestinité manifesta sa désapprobation lorsque les producteurs du film L'Ennemi public no 1 exploitèrent l'événement pour le bénéfice de l’œuvre. À défaut de l'attirer dans l'une de ses nombreuses cachettes, Dillinger se vantait de pouvoir coucher avec Myrna Loy au domicile de l'actrice[10],[11],[12],[13],[14].

- La nuit de la mort de John Dillinger, un inconnu, avec une craie, écrivit sur la chaussée jouxtant le Biograph Theater, une épitaphe en forme de poème : « Etranger, arrête-toi et souhaite-moi le meilleur. Juste une prière pour mon âme en enfer. J'étais une bonne personne, beaucoup de personnes l'ont dit. Trahi par une femme toute vêtue de rouge »[15].

- L'écrivain William S. Burroughs le cita régulièrement dans ses livres[16].
- Une nouvelle de Stephen King intitulée la mort de Jack Hamilton, extraite du recueil Tout est fatal (2002), relate la dernière année de cavale de la bande à Dillinger. Elle est racontée du point de vue de Homer Van Meter, son second couteau, qui avait appris à attraper les mouches « au lasso » lors de son séjour à la maison de redressement de Pendleton. La nouvelle apporte une dimension profondément humaine à ces gangsters qui prennent conscience de la fin de leurs mésaventures. « Je ne comprends pas comment nous en sommes arrivés là », conclut l'un d'entre eux à la fin.

- Il était fan de l'équipe de baseball des Cubs de Chicago[17].

- Le poète David Wagoner écrivit un poème intitulé The Shooting of John Dillinger Outside the Biograph Theater, July 22, 1934, relatant la fusillade qui coûta la vie à John Dillinger devant le Biograph Theater[18].

- Dans le film noir High Sierra (1941), le personnage interprété par Humphrey Bogart est inspiré de Dillinger[19].

- Aujourd'hui, ses fans célèbrent le jour de sa mort. Un groupe de mathcore s'est baptisé The Dillinger Escape Plan (DEP), tout droit sorti du New Jersey, alors que le nom de scène d'Helena Noguerra est Dillinger Girl et celui du cousin de Snoop Dogg, Daz Dillinger.

- Son nom est une marque déposée[20].

- Melvin Purvis a déclaré : « Les médias ont donné une image glamour de Dillinger, mais en fait c’était une brute ».

## Dans les arts et la culture

### Filmographie

#### Cinéma
- 1945 : Dillinger, l'ennemi public n° 1 de Max Nosseck avec Lawrence Tierney.
- 1957 : L'Ennemi public de Don Siegel, avec Leo Gordon.
- 1965 : Young Dillinger de Terry O. Morse avec Nick Adams.
- 1969 : Dillinger est mort réalisé par Marco Ferreri, images d'rchives.
- 1973 : Dillinger de John Milius, avec Warren Oates.
- 1979 : Du rouge pour un truand de Lewis Teague avec Robert Conrad.
- 1995 : Dillinger et Capone de Jon Purdy avec Martin Sheen.
- 2009 : Public Enemies de Michael Mann avec Johnny Depp.
- 2012 : J. Edgar de Clint Eastwood, acteur non crédité.

#### Télévision

##### Documentaire
- 1971 : Appointment with Destiny ; The Last Days of John Dillinger de Nicholas Webster.
- 2009 : La véritable histoire de John Dillinger Robert Kuperberg.

##### Téléfilm
- 1991 : Dillinger de Rupert Wainwright avec Mark Harmon.
- 1995 : Dillinger & Capone de Jon Purdy avec Martin Sheen.

##### Série
- 1993 : Simpson Horror Show IV, Dillinger est l'une des âmes damnées du jury de l'enfer.
- 2017 : Il est cité dans la série Mindhunter comme le criminel en cause de la fondation du FBI.

### Musique
En 1973, le titre The Ballad of Danny Bailey (1909–34) de l'album Goodbye Yellow Brick Road fait référence à John Dillinger
En 1997, création du groupe américain mathcore/post hardcore, The Dillinger Escape Plan (DEP), littéralement « Le plan d'évasion de Dillinger », faisant référence au gangster américain John Dillinger.
En 2013, le deuxième morceau de l'album White People And The Damage Done du groupe punk hardcore Jello Biafra And The Guantanamo School Of Medicine est intitulé John Dillinger et fait référence au célèbre gangster américain.
En 2013 également, création du groupe de sludge hardcore parisien Anna Sage portant un nom en lien avec l'histoire de John Dillinger.
Enfin en 2014, Franz Robert Wild enregistré par Oli le Baron sort un album intitulé "The French House" dans lequel se trouve la ballade folk : "Free (The Ballad of John Dillinger)" .